# Sargodha (Distrikt)
Der Distrikt Sargodha ist ein Verwaltungsdistrikt in Pakistan in der Provinz Punjab. Sitz der Distriktverwaltung ist die gleichnamige Stadt Sargodha.
Der Distrikt hat eine Fläche von 5864 km² und nach der Volkszählung von 2017 3.703.588 Einwohner. Die Bevölkerungsdichte beträgt 632 Einwohner/km². Im Distrikt wird zur Mehrheit die Sprache Panjabi gesprochen.

## Lage
Der Distrikt befindet sich im Norden der Provinz Punjab, die sich im Osten von Pakistan befindet.

## Demografie
Zwischen 1998 und 2017 wuchs die Bevölkerung um jährlich 1,74 %. Von der Bevölkerung leben ca. 29 % in städtischen Regionen und ca. 71 % in ländlichen Regionen. In 600.224 Haushalten leben 1.872.170 Männer, 1.831.114 Frauen und 304 Transgender, woraus sich ein Geschlechterverhältnis von 102,2 Männer pro 100 Frauen ergibt und damit einen für Pakistan häufigen Männerüberschuss.
| Jahr | Einwohnerzahl |
| ---- | ------------- |
| 1972 | 1.557.641     |
| 1981 | 1.911.849     |
| 1998 | 2.665.979     |
| 2017 | 3.703.588     |

Die Alphabetisierungsrate in den Jahren 2014/15 bei der Bevölkerung über 10 Jahren liegt bei 63 % (Frauen: 53 %, Männer: 74 %) und liegt leicht über dem nationalen Durchschnitt von 60 %.